# Janice (Słowacja)
Janice (węg. Jéne) – wieś (obec) na Słowacji położona w kraju bańskobystrzyckim, w powiecie Rymawska Sobota. Pierwsze wzmianki o miejscowości pochodzą z roku 1216.
Według danych z dnia 31 grudnia 2012, wieś zamieszkiwało 216 osób, w tym 114 kobiet i 102 mężczyzn.
W 2001 roku pod względem narodowości i przynależności etnicznej 3,8% mieszkańców stanowili Słowacy, a 96,2% Węgrzy.
Ze względu na wyznawaną religię struktura mieszkańców kształtowała się w 2001 roku następująco:
- Katolicy rzymscy – 27,17%
- Ewangelicy – 0,54%
- Ateiści – 10,33%
- Nie podano – 11,96%